# Sportverein Meppen 1912 (femminile)
Lo Sportverein Meppen 1912, o nella sua forma contratta S.V. Meppen, e più semplicemente come Meppen, è una squadra di calcio tedesca, sezione di calcio femminile dell'omonimo club con sede a Meppen, capoluogo del Circondario dell'Emsland sito nel land della Bassa Sassonia. Istituita nel 2010 come evoluzione del precedente Victoria Gersten, nella stagione 2022-2023 milita in Frauen-Bundesliga, massima serie del campionato tedesco.
I maggiori risultati ottenuti con la denominazione Victoria Gersten sono il terzo posto in 2. Frauen-Bundesliga, raggiunto al termine del campionato 2009-2010, e i sedicesimi di finale della DFB-Pokal der Frauen, la Coppa di lega femminile della Germania, raggiunti in tre occasioni, nelle edizioni 2001-2002, 2003-2004 e 2006-2007, alle quali se ne aggiungono altre cinque con l'attuale denominazione.

## Organico

### Rosa 2019-2020
Rosa, ruoli e numeri di maglia estratti dal sito ufficiale, aggiornati al 10 luglio 2020
| N. |                     | Ruolo | Calciatrice       |
| -- | ------------------- | ----- | ----------------- |
| 1  | Germania (bandiera) | P     | Kari Närdemann    |
| 2  | Germania (bandiera) | D     | Sonja Deckers     |
| 3  | Germania (bandiera) | C     | Nina Rolfes       |
| 4  | Germania (bandiera) | D     | Toma Ihlenburg    |
| 5  | Germania (bandiera) | C     | Bianca Becker     |
| 6  | Germania (bandiera) | C     | Emma Richter      |
| 8  | Germania (bandiera) | D     | Lisa-Marie Weiss  |
| 9  | Germania (bandiera) | C     | Mareike Kregel    |
| 10 | Germania (bandiera) | C     | Jalila Dalaf      |
| 11 | Germania (bandiera) | C     | Linda Preuß       |
| 12 | Germania (bandiera) | C     | Lara Marie Cordes |
| 13 | Germania (bandiera) | C     | Maike Berentzen   |
| 14 | Germania (bandiera) | C     | Jenny Bitzer      |

| N. |                     | Ruolo | Calciatrice          |
| -- | ------------------- | ----- | -------------------- |
| 16 | Germania (bandiera) | C     | Sarah Schulte        |
| 17 | Giappone (bandiera) | A     | Yu Ishikawa          |
| 18 | Germania (bandiera) | D     | Thea Fullenkamp      |
| 20 | Germania (bandiera) | C     | Henrike Juraschek    |
| 21 | Germania (bandiera) | C     | Nina Kossen          |
| 22 | Germania (bandiera) | P     | Anna-Maria Tews      |
| 23 | Germania (bandiera) | D     | Ayleen Seyen         |
| 24 | Germania (bandiera) | A     | Isabella Jaron       |
| 25 | Germania (bandiera) | A     | Vivien Endemann      |
| 26 | Germania (bandiera) | D     | Lynn Rahel Gismann   |
| 29 | Germania (bandiera) | D     | Marie-Sophie Reiners |
| 30 | Germania (bandiera) | D     | Mara Winter          |

### Staff tecnico 2019-2020
- Theodoros Dedes: allenatore